# Les Déguns (film)
Série
Les Déguns 2
(2023)
Pour plus de détails, voir Fiche technique et Distribution.
Les Déguns est une comédie française réalisée par Cyrille Droux et Claude Zidi Jr., et sortie en 2018. Adaptée de la web-série éponyme (Les Déguns).

## Synopsis
Karim et Nono, deux « déguns » des quartiers de Marseille, sont enfermés dans un camp de redressement militaire après un cambriolage. Il réussissent à s'évader et partent sur les routes de France pour retrouver la petite amie de Karim à Saint-Tropez. Leur voyage sera fait de rencontres plus délirantes les unes que les autres.

## Fiche technique
- Titre : Les Déguns
- Réalisation et scénario : Cyrille Droux et Claude Zidi Jr.
- Adaptation et dialogue :
- Photographie : Jean-Baptiste Rière
- Montage : Laurent Droux
- Costumes :
- Décors :
- Musique : Alain Governatori
- Production : Raphaël Benoliel, Ryad Montel, Mohammed Zouaoui et Matthieu Rubin
- Société de production : Firstep Production
- Société de distribution : Apollo Films
- Pays de production :  France
- Genre : comédie
- Durée : 91 minutes
- Dates de sortie :
  - France : 12 septembre 2018

## Distribution
- Karim Jebli : Karim
- Nordine Salhi : Nordine dit « Nono »
- Joseph Malerba : le Colonel Bloret
- Kelly Vedovelli : Astrid Bloret
- Maxime Mallet : l'Adjudant Michalon
- Jean-Jérôme Esposito : Manu
- Mehdi Sahnoune : Anto
- Raphaël Thiéry : le paysan
- Xavier Alcan : Paul Bagnali
- Teninw : un chef des réfugiés
- Éric Pessey : Richard
- Studio Danielle : la Baronne
- Cathy Darietto : Mme Bloret
- Mohamed Cedrati : le père de Karim
- Bengous : lui-même
- Soprano : lui-même
- Stéphanie Durant : Stéphanie
- José Heuzé : un garde du corps de Bagnali
- Catherine Benguigui : la juge
- Cyril Hanouna : le commissaire-priseur
- Benjamin Castaldi : Bernard de la Castaldière, le journaliste
- Pierre Santino : un mafieux
- Biyouna : Jasmina, la mère de Nono
- Brando Monne : l'assistant du commissaire-priseur
- Rémy Cabella : lui-même
- Mokhtar Moki : un agent de sécurité
- Anna Polina : la maîtresse de Bagnali
- Chantal Ladesou : Christiane
- Élie Semoun : l'homme au cyclo

## Accueil

### Box-Office
Le film totalise 200 000 entrées lors de sa première semaine d’exploitation pour finir avec un total de 475 000 entrées.

## Musique
Liste des titres
| No  | Titre                   | Artiste         | Durée |
| --- | ----------------------- | --------------- | ----- |
| 1.  | Intro                   | Soprano         | 1:35  |
| 2.  | Karim & Nono            | Soolking        | 3:34  |
| 3.  | Comme un dégun          | Sofiane         | 2:48  |
| 4.  | Voldemort               | Vegedream       | 2:55  |
| 5.  | Cash                    | Kaaris          | 2:46  |
| 6.  | OK                      | Kalash Criminel | 3:01  |
| 7.  | Y'a dégun               | RK              | 2:45  |
| 8.  | Laisse-les parler       | YL              | 2:13  |
| 9.  | Dégaine de dégun        | Hayce Lemsi     | 2:42  |
| 10. | Petit frère             | Kofs            | 3:28  |
| 11. | Je me barre             | D.Ace           | 2:32  |
| 12. | Trop de problèmes       | Dibson          | 3:24  |
| 13. | Volse                   | Caroliina       | 2:23  |
| 14. | J'ai pas que ça à faire | Anass           | 3:11  |
| 15. | Loco                    | Qe Favelas      | 3:03  |
| 16. | Ola la                  | 4Keus Gang      | 2:58  |
| 17. | Andale (Les déguns)     | Souf            | 2:59  |
| 18. | Dans la course          | Alonzo          | 3:22  |
| 19. | Andale                  | L'Algérino      | 3:04  |
| 20. | Briller                 | Kliff           | 3:52  |

## Suite
Une suite, Les Déguns 2, est sorti au cinéma le 26 juillet 2023.